# 北向地蔵 (大阪市)
北向地蔵（きたむきじぞう）は、大阪市北区芝田一丁目1番3号にある、阪急三番街南館1階に北向きに祀られている地蔵菩薩。地蔵は一般的には南向きに祀られているものが多く、北向きに祀られているものは珍しいとされている。

## 概要
由来書によると、1891年（明治24年）に、付近の畑より掘り出された自然石を元に同年10月16日、北向きに建立された御堂内に祭祀された。1969年（昭和44年）11月に阪急梅田駅の移設に伴い阪急三番街が建設されるにあたり、御堂を阪急三番街地蔵横丁に北向きに建立した．2024年現在、阪急三番街北向地蔵尊奉賛会が世話役を務めている。
2013年（平成25年）10月12日には御遷座45周年大祭が行われ、2018年には地元商店街により50周年大祭が行われた。